# Цаба Мохеле
Цаба Мохеле (англ. Thaba Mokhele) — одна з місцевих громад, що розташована в районі Мохалес-Хук, Лесото. Населення місцевої громади у 2006 році становило 18 135 осіб.